# 8-я горнопехотная дивизия (вермахт)
8-я горнопехотная дивизия (нем. 8. Gebirgs-Division) — воинское формирование вермахта, правопреемница 157-й горнопехотной дивизии.

## История
Образована 27 февраля 1945 как правопреемница 157-й горнопехотной дивизии. Дивизией командовал вплоть до конца войны генерал-лейтенант Пауль Шрикер. Дивизия вела бои против союзников в Апеннинах, откатившись до реки По. 8 мая 1945 года капитулировала, находясь между Роверето и Триентом.

## Организация
- 296-й горнопехотный полк (Gebirgsjäger-Regiment 296)
- 297-й горнопехотный полк (Gebirgsjäger-Regiment 297)
- 1057-й горный артиллерийский полк (Gebirgs-Artillerie-Regiment 1057)
- 1057-й резервный батальон
- 1057-й противотанковый отряд
- 1057-й горный инженерный батальон (Gebirgs-Pionier-Bataillon 1057)
- 1057-й батальон связи (Gebirgs-Nachrichten-Abteilung 1057)
- 1057-е управление снабжения

## Командующие
Генерал-лейтенант Пауль Шрикер (нем. Paul Schricker)